# Leandro Locsin
Leandro Valencia Locsin (Silay, 15 augustus 1928 – Makati, 15 november 1994) was een Filipijns architect en interieurarchitect. Locsin was een vernieuwende architect die de laatste materialen en technieken gebruikte om traditionele inheemse concepten te doen herleven. Zijn werk wordt gekenmerkt door het veelvuldig gebruik van beton, grote drijvende massa's en de simplistische ontwerpen. Hij werd in 1990 tot Nationaal kunstenaar van de Filipijnen uitgeroepen door president Corazon Aquino.

## Biografie

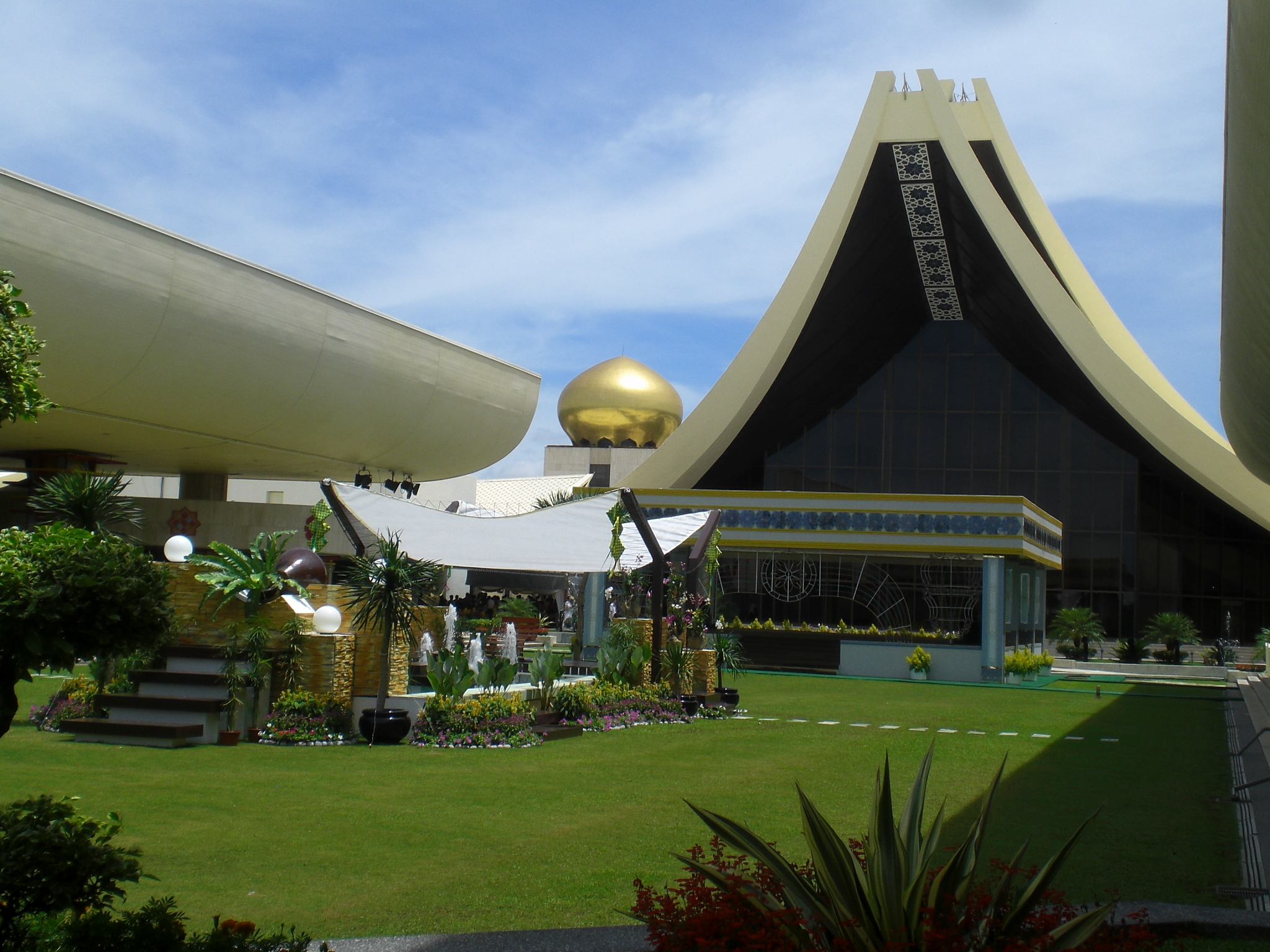
Istana Nurul Iman, in Bandar Seri Begawan, Brunei

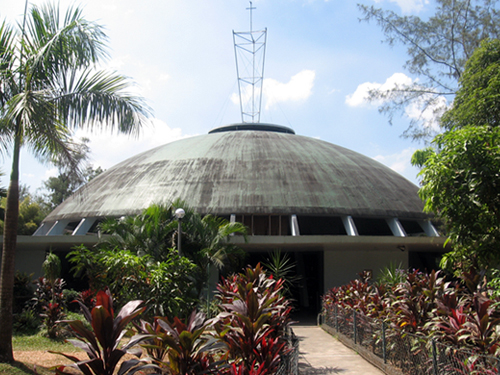
Church of the Holy Sacrifice

Leandro Locsin werd geboren op 15 augustus 1928 in Silay. Zijn grootvader was, Leandro R. Locsin, de eerste gouverneur van de provincie Negros Occidental. Locsin studeerde aanvankelijk rechten in Manilla, maar ging toen muziek studeren aan de University of Santo Tomas. Hoewel hij een getalenteerd pianist was, veranderde hij in zijn laatste jaar opnieuw van studie, ditmaal naar architectuur.
Locsin trouwde met Cecilia Yulo, zij kregen twee kinderen, een van hen is ook architect.
In 1955 kreeg Locsin van de rooms-katholieke kapelaan van de University of the Philippines, John Delaney, de belangrijke opdracht een kapel te ontwerpen voor de universiteit. De kapel diende open te zijn en plaats te bieden aan minimaal 1000 mensen. Het resultaat werd de Church of the Holy Sacrifice. Het is de eerste ronde kerk van de Filipijnen met het altaar in het midden. De kerk heeft een dunne, betonnen koepel en is geclassificeerd als nationaal historisch monument door het National Historical Institute en als cultureel erfgoed door het Nationaal Museum.
Tijdens een bezoek aan de Verenigde Staten ontmoette Locsin Paul Rudolph en Eero Saarinen, enkelen van zijn voorbeelden. Tijdens deze reis ook werd hij geïnspireerd tot het veelvuldig gebruiken van beton. Dit materiaal was ruim voorradig in de Filipijnen, was goed goed mee te werken en bovendien relatief goedkoop. In 1969 werd zijn meest bekende werk afgerond, het Theater of Performing Arts (tegenwoordig Tanghalang Pambansa) van het Cultural Center of the Philippines. De marmeren voorgevel van het gebouw steekt 12 meter uit door gebruik te maken van enorme gebogen ondersteunende draagbalken, waardoor de indruk ontstaat dat het zweeft. Voor het gebouw ligt een grote vijver die het gebouw weerspiegeld bij daglicht. 's Nachts worden de fonteinen door lichten onderwater uitgelicht. In het gebouw zijn vier theaters, een etnografisch museum, diverse expositieruimtes en een bibliotheek gevestigd.
Locsin overleed in 1994 op 66-jarige leeftijd in 1994 in Makati. Gedurende zijn loopbaan tussen 1955 en 1994 ontwierp Locsin 75 woningen en 88 gebouwen, waaronder elf kerken en kapellen, 23 publieke gebouwen, 48 commerciële gebouwen, zes grote hotels en een luchthaven terminal.